# Sonja Henning
Pour les articles homonymes, voir Henning.
Sonja Henning, née le 4 octobre 1969 à Jackson, dans le Tennessee, est une ancienne joueuse américaine de basket-ball. Elle évoluait au poste d'arrière.

## Biographie
Sonja Henning grandit à Racine dans le Wisconsin. Elle intègre l'université Stanford où elle évolue avec l'équipe de basket-ball des Cardinals de 1987 à 1991. Elle remporte le titre de championne NCAA en 1990 en battant Auburn en finale. L'année suivante, elle est nommée meilleure joueuse de la conférence Pacific 10. À l'été 1990, elle est sélectionnée dans l'équipe des États-Unis et remporte le titre de championne du monde 1990 1990 et les Goodwill Games. Henning sort diplômé de Stanford en 1991 d'un Baccalauréat universitaire ès lettres.
À cette époque, il y a peu d'opportunités pour les femmes d'effectuer une carrière de basketteuse professionnelle aux États-Unis. Henning démarre alors sa carrière dans le club d'Uppsala, en Suède, en 1992. Après une saison en Suède, elle intègre l'école de droit de l'université Duke en 1993, où elle obtient un doctorat en droit en 1995. Sonja Henning est recruté par un cabinet d'avocats spécialisé en droit du travail à Los Angeles. 
En 1996, l'American Basketball League se créée et Henning tente d'intégrer l'effectif d'une équipe de la ligue. Elle est draftée par les Lasers de San José, une équipe qui comprend d'autres anciennes joueuses de Stanford comme Jennifer Azzi, Anita Kaplan et Val Whiting. Elle joue pour les Lasers durant deux saisons, puis rejoint les Power de Portland jusqu'à ce que les difficultés financières de l'ABL ne les amène à la faillite en 1998.
Sonja Henning rejoint la WNBA après avoir été sélectionné au deuxième tour (24e rang) de la draft WNBA 1999 par les Comets de Houston, participant à la conquête du titre des Comets en 1999. Lors de cette même année, elle devient présidente de l'Union des joueuses de WNBA. En 2000, la WNBA organise une draft d'expansion pour les équipes nouvellement arrivées. Henning est sélectionnée par les Storm de Seattle. Elle y évolue entre 2000 et 2002 avant de revenir chez les Comets. À l'issue de la saison 2002, elle devient agent libre, puis signe un contrat avec les Mystics de Washington le 5 mai 2003, mais est évincée par l'équipe trois semaines plus tard. En juin 2003, Sonja Henning signe un contrat avec les Fever de l'Indiana avec qui elle termine la saison. Elle met un terme à sa carrière en 2004. Elle est présidente de l'Association des joueuses de la WNBA de 2001 à 2003.
Après avoir été durant deux années conseillère pour Lucy.com, une startup Internet vendant des vêtements de sports pour femmes, Sonja Henning rejoint la firme d'avocats Tonkon Torp LLP, situé à Portland, dans l'Oregon. Elle est alors avocate spécialisée en droit du travail et sur les questions de litige d'emplois. Elle rejoint ensuite la société Nike dans le département marketing.

## Palmarès
- Championne du monde 1990
- 3e des Jeux panaméricains de 1991
- Championne NCAA 1990
- Championne WNBA 1999